# Ripley's Game (novela)
Ripley's Game es una novela policiaca escrita por Patricia Highsmith y publicada en 1974. Es parte de su serie de libros titulada Ripliad, en la que se narran los hechos de un talentoso delincuente, Tom Ripley.

## Argumento
Tom Ripley es un hombre rico que vive en Villeperce, Francia, junto con su esposa Heloise. Tom pasa sus días viviendo cómodamente en su casa hasta que uno de sus socios, un criminal norteamericano llamado Reeves Minot, le pregunta si puede cometer un par de crímenes, por los que le ofrece la cantidad de  96 000 dólares. Ripley, quien odia el homicidio a menos que sea absolutamente necesario, rechaza la oferta y Reeves debe volver a Hamburgo, Alemania.
El mes anterior, Ripley había asistido a una fiesta en Fontainebleau, donde su anfitrión Jonathan Trevanny, un carpintero de marcos para cuadros que sufre de leucemia, lo insulta. Como venganza por esta falta, Ripley decide vengarse y sugiere a Minot que convenza a Trevanny de realizar los crímenes. Para asegurarse de que el plan funcione, Ripley comienza a extender el rumor de que Trevanny solo tiene dos meses de vida y sugiere que Minot fabrique evidencia para sustentar que su enfermedad ha empeorado. Ante esta situación, y temiendo dejar a su familia en la pobreza cuando él falte, Trevanny acepta acompañar a Minot a visitar a un médico en Hamburgo y ahí es convencido de llevar a cabo los crímenes.

## Adaptaciones cinematográficas
- El amigo americano (Der amerikanische Freund): película alemana dirigida por Wim Wenders en 1977 y protagonizada por Dennis Hopper (Tom Ripley) y Bruno Ganz.
- El juego de Ripley (Ripley's Game): película ítalo-estadounidense dirigida por Liliana Cavani en 2002 y protagonizada por John Malkovich (Tom Ripley), Dougray Scott y Ray Winstone.

- Datos: Q1535032